# Sawndip
El sawndip (sawndip: 𭨡𮄫) o caracteres zhuang son logogramas derivados de los caracteres chinos que han sido utilizados por los zhuang de las provincias de Guangxi y Yunnan del sur de China para escribir la lengua zhuang durante más de mil años. Esta escritura es utilizada no sólo por los zhuang sino también por los estrechamente relacionados buyei de Guizhou, los tay de Vietnam y los nùng de Yunnan y Vietnam. Sawndip es una palabra zhuang que significa "caracteres inmaduros". La palabra zhuang para los caracteres chinos es sawgun (sawndip: 𭨡倱; "caracteres han"); gun es el término zhuang para los han. Incluso ahora, en el ámbito tradicional y menos formal, el sawndip se utiliza más que la escritura basada en el alfabeto latino.

## Nombres
La expresión escritura antigua zhuang se utiliza generalmente para distinguirla de la del zhuang estándar de base latina. En chino estándar, la antigua escritura se llama gǔ zhuàngzì (古壮字) o fāngkuài zhuàngzì (方块壮字).
Sawndip y sus sinónimos se pueden utilizar con un espectro de significados desde estrechos hasta amplios. El significado más estricto limita su uso únicamente a los caracteres creados por los zhuang para escribir el zhuang y excluye los caracteres chinos ya existentes. En su forma más amplia, incluye todos los caracteres "cuadrados" utilizados para escribir zhuang, independientemente de si son de origen han o zhuang. Sin embargo, no siempre es posible determinar el origen de un carácter. En este artículo se suele utilizar el significado más amplio.
En chino, las expresiones antigua la escritura zhuang (古壮字) y escritura zhuang cuadrada (方块壮字) son sinónimos, aunque cuando se usan de manera contrastiva, el primero se restringe a aquellos caracteres utilizados antes de la fundación de la República de China en 1911.

## Características

Estos tres logogramas Zhuang (𭒹𮬭鴓) del Sawndip Sawdenj (los dos primeros se agregaron a Unicode 10.0 en junio de 2017) se forman de la siguiente manera: los componentes 力, 六 y 必 indican respectivamente el sonido, y los componentes 子,鳥 y 鳥 indican el significado. "lwg roegbit", literalmente "niño pájaro-pato", significa "patito salvaje".

El sawndip se compone de una combinación de caracteres chinos, de caracteres similares a los chinos y de otros símbolos. Al igual que el chino, se puede escribir horizontalmente de izquierda a derecha o verticalmente de arriba abajo. Esta escritura nunca ha sido estandarizada; algunos morfosílabos tienen más de una docena de glifos variantes asociados. Según Zhang Yuansheng (张元生), los caracteres sawndip que no se aparecen también en chino suelen representar alrededor del 20% de los textos, aunque algunos textos pueden estar compuestos casi en su totalidad por caracteres que también se utilizan en chino.

### Clasificación
Diferentes estudiosos clasifican los caracteres sawndip de maneras ligeramente diferentes. A continuación se muestra la frecuencia estimada de diferentes tipos de caracteres por Holm:
| Modo de lectura    | Número | Porcentaje |
| ------------------ | ------ | ---------- |
| Fonético           | 2303   | 71,3%      |
| Semántico          | 78     | 2,4%       |
| Fonético-Semántico | 40     | 1,2%       |
| Préstamo chino     | 708    | 21,9%      |
| Zhuang             | 97     | 3,0%       |
| Dudoso             | 5      | 0,2%       |
| Total              | 3231   | 100%       |

Según Bauer, los caracteres sawndip se pueden clasificar utilizando un sistema más complejo que los seis principios de clasificación tradicionales:
- Símbolos que no se parecen a los caracteres chinos y que se toman prestados de sistemas de escritura no chinos, como el alfabeto latino[3] y (posiblemente) el birmano.
- Caracteres no estándar similares a los chinos creados mediante compuestos ideogramáticos
- Caracteres no estándar parecidos al chino creados mediante compuestos fonosemánticos
  - Ejemplo: bya "montaña" a menudo se escribe como ⟨岜⟩, y contiene el ideograma 山 "montaña" junto con el componente fonético 巴 ba.
  - Ejemplo: vunz "persona" suele escribirse como ⟨伝⟩, conteniendo el radical  亻 "persona" en conjunción con el fonético 云 yún.
- Los caracteres chinos estándar se toman prestados únicamente para su pronunciación y no comparten el mismo significado original en chino (de acuerdo con el principio de préstamo fonético)
  - Ejemplo: miz "tener" suele escribirse como ⟨眉⟩, un carácter que se pronuncia en chino mandarín como méi, pero que significa "ceja".
- Caracteres no estándar parecidos a los chinos creados específicamente para el zhuang para indicar el significado de ciertos morfosílabos (de acuerdo con ideogramas indicativos o pictográficos)
- Caracteres chinos estándar que representan préstamos o morfosílabas etimológicamente relacionadas del chino
  - Ejemplo: boi "taza" se escribe como ⟨盃⟩, un carácter variante de 杯bēi, que significa "taza" en chino.
- Los caracteres chinos estándar se toman prestados únicamente por su significado y no tienen una lectura zhuang coincidente con la chino.
- Nuevos caracteres creados al yuxtaponer un par de caracteres chinos que "deletrean" la pronunciación de la palabra zhuang como en el sistema tradicional chino fǎnqiè, donde un carácter representa la consonante inicial y el otro el resto de la sílaba.

## Historia
Esta escritura ha sido utilizada durante siglos, principalmente por cantantes y chamanes zhuang, para registrar poemas, escrituras, cuentos populares, mitos, canciones, guiones de obras de teatro, prescripciones médicas, genealogías familiares y contratos, pero se desconoce exactamente cuándo surgió. Generalmente se considera que el sawndip comenzó a usarse hace más de mil años en la dinastía Tang o antes. [8] [9] [10] Sin embargo, un estudio que compara el sawndip con la escritura vecina chữ nôm de Vietnam, similar pero diferente, sugirió que la escritura comenzó como máximo en el siglo XII, aproximadamente al mismo tiempo que el chữ nôm.
En la actualidad, después de cinco años de preparación, el Sawndip Sawdenj (Diccionario Sawndip; Diccionario de caracteres zhuang antiguos) se publicó en 1989 con 4.900 entradas y más de 10.000 caracteres, y es el primer y único diccionario de caracteres Zhuang publicado hasta la fecha. En 2008 se anunció que se iba a comenzar a trabajar en un nuevo diccionario llamado Gran diccionario chino de caracteres antiguos zhuang (中华古壮字大字典).  

## Unicode
Las versiones Unicode 1 a 8 incluían algunos caracteres sawndip que se usan con frecuencia en los nombres chinos de lugares en Guangxi, como 岜. bya ( en chino: bā) que significa 'montaña' o 崬 ndoeng ( en chino: dōng ) que significa "bosque" y, por lo tanto, se incluyen en los diccionarios chinos y también en los conjuntos de caracteres chinos. Se incluyeron más de mil caracteres sawndip en el bloque CJK Unified Ideographs Extension F que se agregó a Unicode 10.0 en junio de 2017, y se está considerando un lote adicional de caracteres sawndip para su inclusión en una versión futura del estándar Unicode.

## Literatura
Durante un milenio, los zhuang han utilizado Sawndip para escribir una amplia variedad de literatura, incluidas canciones populares, óperas, poemas, escrituras, cartas, contratos y documentos judiciales. La literatura en sawndip suele estar, aunque no siempre, en verso. Sóloun pequeño porcentaje de la literatura sawndip ha sido publicada. Las canciones o historias tradicionales a menudo se adaptan con el tiempo y hasta el día de hoy se siguen escribiendo nuevas obras.

## Diferencias regionales
Con las diferencias regionales, como con otros aspectos del sawndip, los estudiosos expresan una serie de ideas diferentes.
Uno de los primeros estudios sistemáticos de sawndip que cubrió más de una ubicación fue el examen de 1984 de Zhang Yuansheng de 1114 sawndip, principalmente de Wuming pero que también incluyó algunos caracteres de otras 37 ubicaciones. Zhang encontró variaciones sustanciales entre áreas dialectales, e incluso dentro de las mismas localidades.
En 2013, David Holm informó sobre un estudio geográfico de la escritura, comparando caracteres utilizados en 60 palabras en textos de 45 ubicaciones en Guangxi y áreas vecinas. Encontró que las variaciones regionales en la escritura a menudo no se correlacionaban con los grupos dialectales, lo que atribuye a la importación de caracteres de otras regiones, así como al cambio de sonido posterior. Sin embargo, afirma haber encontrado una división geográfica clara respecto a la rama del chino que proporcionaba la pronunciación de los caracteres prestados. En Guizhou y el norte de Guangxi, las lecturas de caracteres corresponden al mandarín del suroeste, que fue traído a la zona por los ejércitos de la dinastía Ming. En el centro y suroeste de Guangxi, se parecen mucho al pinghua, que se deriva del habla de los inmigrantes de la dinastía Han. Holm afirma que, si bien tanto el pinghua como el zhuang han cambiado durante este período, generalmente el cambio ha ocurrido en paralelo, lo que dificulta fechar las lecturas. Los estudiosos que estudian la escritura utilizada en Guizhou asocian sus orígenes con la introducción de funcionarios chinos a principios de la dinastía Qing.

## Texto de ejemplo
Del artículo 1 de la Declaración Universal de los Derechos Humanos en zhuang septentrional:
- Transcripción latina (ortografía de 1982): Boux boux ma daengz lajmbwn couh miz cwyouz, cinhyenz caeuq genzli bouxboux bingzdaengj. Gyoengq vunz miz lijsing caeuq liengzsim, wngdang daih gyoengq de lumj beixnuengx ityiengh.
- Transcripción latina (ortografía de 1957): Bouч bouч ma dəŋƨ laзƃɯn couƅ miƨ cɯyouƨ, cinƅyenƨ cəuƽ genƨli bouчbouч biŋƨdəŋз. Gyɵŋƽ vunƨ miƨ liзsiŋ cəuƽ lieŋƨsim, ɯŋdaŋ daiƅ gyɵngƽ de lumз beiчnueŋч ityieŋƅ.
- Caracteres Unicode (con los caracteres actualmente sin codificar representados como secuencias de descripción ideográfica 佈佈[⿰𧾷马][⿰丁刂]𨑜[⿰云天]就[⿰口眉]自由, 尊严[⿰⺅受]权利佈佈平等。[⿰⺅众]伝[⿰口眉]理性[⿰⺅受]良心, 应当待[⿰⺅众][⿰⺅爹]㑣[⿰彳比][⿰彳农]一样。